# Palermo Football Club 1926-1927
Questa voce raccoglie le informazioni riguardanti il Palermo Football Club nelle competizioni ufficiali della stagione 1926-1927.

## Stagione
In questa stagione in Prima Divisione, secondo livello del campionato italiano di calcio riqualificato dalla Carta di Viareggio come torneo a girone unico subnazionale per tutto il Meridione, in gestione dal Direttorio Divisioni Superiori, il Palermo, inserito nel girone D, si ritira dopo 9 partite, il 10 dicembre 1926, non reggendo un campionato così tanto riqualificato.
Al termine della stagione di Seconda Divisione 1927-1928, la Vigor, sodalizio militante nella terza serie calcistica italiana di allora, del futuro dirigente sportivo del Palermo e presente in alcuni anni d'oro della storia rosanero Totò Vilardo, ne assumerà denominazione e colori sociali.
Giuseppe Pirandello viene ceduto per una cifra record di 800.000 lire.

## Rosa
Presidente: Valentino Colombo
| N. |                   | Ruolo | Calciatore       |
| -- | ----------------- | ----- | ---------------- |
|    | Italia (bandiera) | P     | Gregorio Porcaro |
|    | Italia (bandiera) | D     | Urso             |
|    | Italia (bandiera) | D     | Perelli          |
|    | Italia (bandiera) | D     | Cavallini        |
|    | Italia (bandiera) | C     | Luigi Ingrassia  |
|    | Italia (bandiera) | C     | Ferdinando Lopez |

| N. |                   | Ruolo | Calciatore        |
| -- | ----------------- | ----- | ----------------- |
|    | Italia (bandiera) | C     | Vincenzo Leone    |
|    | Italia (bandiera) | C     | Michele Marrone   |
|    | Italia (bandiera) | A     | Ermenegildo Negri |
|    | Italia (bandiera) | A     | Antonio Vizzini   |
|    | Italia (bandiera) | A     | Alfredo Zangara   |
|    | Italia (bandiera) | A     | Vilardo           |

## Risultati

### Prima Divisione - girone D

#### Girone di andata
| Caserta 3 ottobre 1926 1ª giornata | Casertana | 5 – 0 | Palermo |  |

| Palermo 10 ottobre 1926 2ª giornata | Palermo | 0 – 2 Sul campo 3-0, a tav. | Pro Italia |  |

| Roma 17 ottobre 1926 3ª giornata | Lazio | 3 – 0 | Palermo |  |

| Foggia 24 ottobre 1926 4ª giornata | Foggia | 3 – 0 | Palermo |  |

| Palermo 7 novembre 1926 5ª giornata | Palermo | 0 – 1 | Audace Taranto |  |

| Palermo 14 novembre 1926 6ª giornata | Palermo | 0 – 5 | Bagnolese |  |

| Bari 21 novembre 1926 7ª giornata | Ideale | 2 – 1 | Palermo |  |

| Palermo 28 novembre 1926 8ª giornata | Palermo | 0 – 1 | Liberty |  |

| Roma 5 dicembre 1926 9ª giornata | Roman | 4 – 0 | Palermo |  |

#### Girone di ritorno
| Palermo 19 dicembre 1926 10ª giornata | Palermo | 0 – 2 A tav. per forfait | Casertana |  |

| Taranto 26 dicembre 1926 11ª giornata | Pro Italia | 2 – 0 A tav. per forfait | Palermo |  |

| Palermo 2 gennaio 1927 12ª giornata | Palermo | 0 – 2 A tav. per forfait | Lazio |  |

| Palermo 9 gennaio 1927 13ª giornata | Palermo | 0 – 2 A tav. per forfait | Foggia |  |

| Taranto 16 gennaio 1927 14ª giornata | Audace Taranto | 2 – 0 A tav. per forfait | Palermo |  |

| Napoli 13 febbraio 1927 15ª giornata | Bagnolese | 2 – 0 A tav. per forfait | Palermo |  |

| Palermo 6 marzo 1927 16ª giornata | Palermo | 0 – 2 A tav. per forfait | Ideale |  |

| Bari 13 marzo 1927 17ª giornata | Bari FC | 2 – 0 A tav. per forfait | Palermo |  |

| Palermo 20 marzo 1927 18ª giornata | Palermo | 0 – 2 A tav. per forfait | Roman |  |

## Statistiche

### Statistiche di squadra
| Competizione               | Punti | In casa | In casa | In casa | In casa | In casa | In casa | In trasferta | In trasferta | In trasferta | In trasferta | In trasferta | In trasferta | Totale | Totale | Totale | Totale | Totale | Totale | DR  |
| Competizione               | Punti | G       | V       | N       | P       | Gf      | Gs      | G            | V            | N            | P            | Gf           | Gs           | G      | V      | N      | P      | Gf     | Gs     | DR  |
| -------------------------- | ----- | ------- | ------- | ------- | ------- | ------- | ------- | ------------ | ------------ | ------------ | ------------ | ------------ | ------------ | ------ | ------ | ------ | ------ | ------ | ------ | --- |
| Prima Divisione - girone D | 0     | 9       | 0       | 0       | 9       | 0       | 19      | 9            | 0            | 0            | 9            | 1            | 25           | 18     | 0      | 0      | 18     | 1      | 44     | -43 |